# 埃爾阿拉多
埃爾阿拉多（西班牙語：El Arado），是巴拿馬的城鎮，位於該國中東部，由西巴拿馬省的拉喬雷拉區負責管轄，面積54.6平方公里，海拔高度113米，2010年人口2,715，人口密度每平方公里49.7人。